# San Juan Bautista Tlachichilco
San Juan Bautista Tlachichilco là một đô thị thuộc bang Oaxaca, México. Năm 2005, dân số của đô thị này là 1443 người.